# DJ 큐버트
리처드 퀴티비스(Richard Quitevis, 1969년 10월 7일 ~ )는 DJ 큐버트(DJ Qbert)라는 이름으로 잘 알려진 필리핀계 미국인 디스크자키이다.